# Bačkovice
Bačkovice (s předložkou 2. pád do Bačkovic, 6. pád v Bačkovicích, německy Batzkowitz) jsou obec v okrese Třebíč v Kraji Vysočina. Leží 36 kilometrů jihozápadně od Třebíče, 48 kilometrů jižně od Jihlavy a 151 kilometrů jihovýchodně od Prahy. Leží na jihozápadně od Třebíče při říčce Želetavce. Žije zde 85 obyvatel.
Sousedními obcemi sídla jsou Dešná, Lubnice, Lovčovice, Radotice a Police.

## Název
Název obce byl odvozen od osobního jména Baček, zdrobněliny jména Bač nebo Bak (což byly domácké podoby některého jména začínajícího na Ba-). Výchozí tvar Bačkovici byl vlastně pojmenováním obyvatel vsi a znamenal "Bačkovi lidé". Vývoj jména v písemných pramenech: Paczowicz (1294), Baczkowicz (1389), Baczkowice (1530), Baczkowicze (1612), Batzkowitz (1720), Batschkowitz a Bačkovice (1846), Batzkowitz a Bačkovice (1885).

## Geografie
Bačkovicemi ze severu na jih prochází silnice z Radotic do Lubnice, přes jižní část území obce prochází silnice mezi Dančovicemi a Policí. Západně z Bačkovic vychází silnice do Lovčovic. Ze severu na jih vedou cyklostezky Jihlava–Třebíč–Raabs (26) a 5220, ty se následně na jižním okraji území obce rozdělují, kdy na západ vede cyklostezka 26 a jižně 5220.
Oblast východně od zastavěného území obce je svažitá a zalesněná, zalesněná je i oblast západně od Bačkovic v okolí rybníků, zalesněná je i západní hranice území obce v údolí Želetavky. Zbytek je sice kopcovitý, ale převázně zemědělsky využívaný. 
Ze severu protéká přes území obce řeka Želetavka, do té se vlévá několik nepojmenovaných potoků a následně obtéká ze západní strany Bačkovice a následně teče západně a pak tvoří západní část území obce. 
Obec je značně kopcovitá, nad Bačkovicemi je ostrý zalesněný svah východně od vesnice, na severozápadě území se nachází vrchol o kótě 490 m, na jihovýchodě pak nepojmenovaný vrchol s kótou 488 m a na jižní hranici území se nachází kopec Lískovec (463 m). Nad Želetavou se nachází skály.
Bačkovice se nachází v údolí Želetavky téměř uprostřed území obce, sousední Radotice se nachází těsně za severní hranicí území obce, na západním okraji území obce se u silnice v údolí Želetavky nachází Šimkův mlýn.

## Historie

### Nejstarší historie
Bačkovice byly založeny v oblasti bítovské provincie, jejíž zeměpanská správa se po zastavení hradu Bítova (před r. 1295) šlechtici Raimundovi z Lichtenburka, hejtmanu moravskému, přesunula do nedaleké Jemnice. Roku 1308 udělil král Jindřich Korutanský Raimundovi hrad v dědičné léno. Nejstarší zmínka o Bačkovicích z roku 1294 uvádí, že ves držel Oldřich z Hradce. V druhé polovině 14. století se ves nacházela v majetku Smila z Police.
V roce 1385 koupil Bohuš z Lubnice (erbu jeleního parohu) od Smila z Police tři díly Bačkovic. Čtvrtý díl Smil prodal Filipovi z Lubnice, který se psal i po Mešovicích. V roce 1389, když ručil Peškovi z Pálovic za dluh 30 hřiven u Ješka z Kunštátu, použil Bohuš při zápisu do desek predikátu „z Bačkovic“. V roce 1390 se mu podařilo odkoupit od Filipa z Lubnice poslední čtvrtinu vsi a držel tak celé bačkovické zboží. V roce 1415 již Bohuš nežil a jeho vdova Dorota přijala na své věno v Bělčovicích Mikšíka z Bělčovic a jeho manželku Bohuslavu. Ručiteli dluhů po Bohušovi byli Přech z Kojetic a z Hrádku (u Lukova), Leopold z Kojetic, Mikšík z Bělčovic, Jošt z Pálovic a Orlík z Gehenraytu, kteří v roce 1415 prodali ves Bačkovice s dvorem a dvěma poplužími (Bohušův majetek) Adamovi z Lovčovic/Lospitz.
Adam z Lovčovic (erbu orlice) koupil ves Bačkovice s dvorem a dvěma poplužími a následně přijal na spolek Přecha z Kojetic a Petříka z Lovčovic a začal se psát po Bačkovicích. V roce 1420 přijal Petřík z Lovčovic na pět kop úroku na Lovčovicích a sedm a půl na Chvalkovicích Mikšíka z Bělčovic, Adama z Bačkovic a Jana z Lipníka. V roce 1437 vzal Petřík z Lovčovic Adama na spolek na Lovčovice, Chvalkovice a Urbaneč. Tehdy také Adam získal Polici od Jana z Kostník a přesídlil na tvrz do Police, po které se následně psal. V roce 1412 ho pohnal Ludvík z Bukoviny, že mu spolu s Mikšíkem z Bělčovic nepřepsal 50 kop v Lesonicích, v roce 1418 pak vystupoval jako komisař ve sporu Mikšíka z Bělkovic s Milotou z Křižanova.
Adamovou manželkou byla Dorota ze Záhlinic, které v roce 1447 převedl věno 12 hřiven ze Záhlinic na Lovčovice. V roce 1437 se připomíná jeho syn Jan, sestřenec Bohuslavy (chotě Mikšíka z Bělčovic). Dalším jeho potomkem byl Hynek. Jeho synové Jan a Hynek v 2. polovině 15. století tvrz v Polici stavebně rozšířili. Polici i s Bačkovicemi pak držel Adamův stejnojmenný vnuk Adam z Bačkovic, který zemřel v roce 1520. Polické zboží i s Bačkovicemi zdědila jeho nezletilá dcera Anna, poslední potomek rodu. Ta se v roce 1522 za svého poručníka Viléma Kunu z Kunštátu provdala.
Police s tvrzí a „půltuctem okolních vesnic“, mezi nimiž se nacházela i ves a pustá tvrz v Bačkovicích, manželé prodali panu Janovi Tavíkovskému z Tavíkovic. Po Janovi a jeho manželce Kateřině z Puchheimu držel Bačkovice jeho syn Václav Tavíkovský, po němž majetek zdědila dcera Eva Tavíkovská z Tavíkovic, která v roce 1590 veškerý majetek odkázala svému druhému manželovi Jiřímu Kryštofovi Teufelovi z Guntersdorfu/Georg Christoph Teufel v. Guntersdorf. Ten prodal roku 1600 tvrz a ves Polici s pivovarem, vsí Bačkovicemi a dalšími vesnicemi za 51 500 zl. m. uherské šlechtičně Uršule Lorance z Inky/Orsolya (Oršoja) Loránth de Inke, podruhé provdané za Jana Čejku z Olbramovic.
Bačkovice pak přešly přes uherskou přízeň do majetku Benedikta Palásthy z Kesejova/Benedek Palásthy et Keszihócz, pána na Slavičíně, po kterém měla polické panství zdědit jeho žena Eliška Zay z Čemer/Erzsébet Zay de Csömör. V roce 1633 přikoupil Jakub Berchtold, pán na Uherčicích a Vratěníně, ke svému uherčickému panství také Polici a v roce 1636 od Benedikta Palásthy Kojetice, Hornice, Dědice a Bačkovice. Ves pak sdílela až do roku 1821 osudy uherčického panství, od kterého ves Bačkovice oddělil koupí polického majetku hrabě August von Segur, kam obec správně spadala až do roku 1849.
V letech 1850–1855 patřila obec pod politickou správu podkrajského úřadu v Dačicích a v rámci soudní správy pod soudní okres Jemnice. Po zřízení smíšených okresních úřadů s politickou a soudní pravomocí byly Bačkovice letech 1855–1868 podřízeny Okresnímu úřadu v Jemnici. V roce 1868 došlo k oddělení veřejné správy a soudnictví, čímž přešly Bačkovice pod pravomoc Okresního hejtmanství v Dačicích, kam patřily až do roku 1896. Po vzniku nového Okresního hejtmanství v Moravských Budějovicích, které získalo působnost pro soudní okres Jemnice, připadla obec pod Okresní úřad M. Budějovice. Po odstoupení pohraničních oblastí v roce 1938 spadaly Bačkovice až do roku 1945 pod protektorát Čechy a Morava a k okresu M. Budějovice příslušely až do roku 1960, kdy po správní reorganizaci byly začleněny pod správní okres Třebíč.

### Historie do poloviny 20. století
Na přelomu století se obytné budovy ve vsi stavěly z kamene nebo nepálených cihel, pokryté slaměnými došky, stodoly dřevěné a pokryté slámou. Dva domy byly pojištěny proti ohni. Ve vesnici stával pivovar a lihovar. Vrchnostenský dvůr byl vystavěn z pálených cihel a pokrytý pálenou střešní krytinou. Ve vrchnostenské cihelně vyrobili za rok v jedné peci dva dělníci 36 000 kusů cihel při spotřebě 35 sáhů dřeva, ve vrchnostenské vápence jeden dělník v jedné peci 300 měřic vápna při spotřebě 20 sáhů dřeva. Ve vsi se nacházely dva mlýny, každý s jednou pilou, zaměstnávající 4 dělníky, kteří za rok semleli 480 měřic žita a nařezali 2 880 kusů prken. Jednotřídní škola z roku 1883 byla otevřena za starosty Matěje Coufala, od roku 1894 fungovala jako dvoutřídní. Od roku 1899 zde působil místní odbor Národní jednoty pro jihozápadní Moravu. V roce 1902 se podařilo ve vsi dostavět kapli sv. Cyrila a Metoděje, jejíž interiér byl z nedostatku financí dokončen až v roce 1909, kdy byla také vysvěcena.
V roce 1923 (10. února) byl v obci založen sbor dobrovolných hasičů. V roce 1925 nechali místní občané z milodarů postavit smírčí kříž u „Šprinclova mlýna“. V létě 1926 postihly obec velké záplavy (3. července). Dne 5. července 1930 proběhlo vysvěcení pomníku padlým vojákům za první světové války, který byl postaven v těsné blízkosti kaple, kam byl také situován kámen s pamětní deskou k osmdesátým narozeninám presidenta Tomáše Garrigua Masaryka. V roce 1930 došlo také z důvodu budování nové autobusové trasy k ukončení stavby železobetonového mostu přes řeku Želetavku. V obci nadále působil odbor Národní jednoty a politické organizace Čsl. strany lidové a Republikánské strany zemědělského a malorolnického lidu.

### Historie po roce 1945
Hned v prvním poválečném roce byl v obci zaveden telefon, elektřina a společně s městem Jemnice regulován tok Želetavky. V důsledku odsunu německého obyvatelstva a následného osídlování pohraničních obcí došlo k poklesu obyvatelstva. V roce 1952 bylo v Bačkovicích založeno JZD, které v roce 1959 slučovalo 101 členů a obhospodařovalo 464 ha zemědělské půdy. V roce 1967 došlo k jeho sloučení s JZD Radotice a následně k tomuto komplexu přibylo JZD Menhartice. V dalších letech obec vystavěla „Středisko zemědělského družstva“, obytný panelový nájemní dům se čtyřmi bytovými jednotkami a na místě zbourané kovárny a býčince „Družstevní dům“, v kterém se nacházely kanceláře JZD Bačkovice, družstevní kuchyně, taneční sál s přístavkem pro nálevnu. Dále obec obdržela prodejnu Jednoty. V roce 1973 občané v obci v „Akci Z“ dostavěli most u „Růžičkových“, lávku přes řeku, parčík vedle kostela a upravili prostranství autobusové zastávky. Ve stejném roce proběhla oslava k 50. výročí založení Požárního sboru v Bačkovicích. V roce 1980 byla obec Bačkovice v rámci integrace obcí připojena pod Městský národní výbor v Jemnici. Provoz místní Základní devítileté školy byl po socialistické reorganizaci školství a rušením malotřídních škol v roce 1981 ukončen. V roce 1992 se JZD transformovalo do zemědělského družstva vlastníků (ZD).  
Do roku 1849 patřily Bačkovice do polického panství, od roku 1850 patřily do okresu Dačice, pak od roku 1896 do okresu Moravské Budějovice a od roku 1960 do okresu Třebíč. Od 1. ledna 1980 do 31. prosince 1992 byla obec součástí města Jemnice a od 1. ledna 1993 se následně obec osamostatnila. Součástí Bačkovic je osada Šimkov a samoty Šimkův mlýn a Šprinclův mlýn na řece Želetavce.

## Obyvatelstvo
Před třicetiletou válkou měla obec 26 usedlostí, z nichž 14 zůstalo osazeno a 12 jich zpustlo a do roku 1671 byla osazena ještě jedna usedlost. Na konci 17. století žilo ve vsi 7 celoláníků, 5 pololáníků a 3 domkáři. Podle Tereziánského katastru se v obci nacházelo 1296,5 měřic orné půdy, 4,6 měřic zahrad, 26,6 měřic lad, 160,3 měřic pustin, 6 měřic pastvin a z luk se sklízelo 76,5 fůr sena. Ve vrchnostenském statku robotovalo 4 dny v týdnu 5 sedláků se dvěma koňmi a 6 sedláků se 2 voly, 1 sedlák s 1 koněm, 3 čtvrtláníci a 1 pěší. V roce 1900 činila výměra obecního katastru 620 ha, z toho 440 ha polí, 90 ha lesů, 52 ha pastvin, 34 ha luk a 4 ha zahrad. Chovalo se 20 koní, 277 kusů hovězího dobytka, 76 kusů vepřového dobytka a 3 ovce.
Do poloviny 19. století žilo na polickém panství 2 222 katolíků a 164 Židů. Hospodářský statek v Dešné čítal 370 a v Županovicích 113 katolíků. Moravské obyvatelstvo sídlilo převážně v obcích Kostníky, Kojatice, Dědice, Hornice, Radotice a v části Kdousova, německé převažovalo v obcích Dančovice, Plačovice a Lovčovice, mezi jazykově smíšené obce patřily Police a Bačkovice. V roce 1843 žilo v obci 227 obyvatel, z toho 107 mužů, 110 žen v 35 domech a 51 domácnostech. Z nich se živilo 45 osob zemědělstvím, 2 řemesly, 3 obojím a zbytek sloužil u panského dvora v Polici, kam poddaní také odváděli desátky. Bačkovice spadaly pod farnost v Dešné. Na týdenní, dobytčí či výroční trhy se jezdilo do Jemnice.
V roce 1880 stálo v obci 43 domů, ve kterých žilo 253 obyvatel, z velké části česky hovořících a katolického náboženství. V roce 1921 měly Bačkovice 51 domů a počet obyvatelstva stoupl na 305, v roce 1930 při počtu 55 domů klesl počet obyvatel na 288. V roce 1950 se v obci nacházelo 59 domů a 225 obyvatel. Většina obyvatelstva se živila zemědělstvím, které poskytovalo obživu také po druhé světové válce.
| Rok            | 1869 | 1880 | 1890 | 1900 | 1910 | 1921 | 1930 | 1950 | 1961 | 1970 | 1980 | 1991 | 2001 | 2011 | 2021 |
| -------------- | ---- | ---- | ---- | ---- | ---- | ---- | ---- | ---- | ---- | ---- | ---- | ---- | ---- | ---- | ---- |
| Počet obyvatel | 259  | 253  | 262  | 287  | 295  | 305  | 288  | 226  | 217  | 215  | 190  | 163  | 139  | 116  | 93   |
| Počet domů     | 40   | 43   | 45   | 46   | 46   | 51   | 55   | 59   | 55   | 51   | 46   | 54   | 54   | 53   | 52   |

## Politika

### Volby do Poslanecké sněmovny
|       | 2006               | 2010               | 2013               | 2017              | 2021              |
| ----- | ------------------ | ------------------ | ------------------ | ----------------- | ----------------- |
| 1.    | ČSSD (58,75 %)     | ČSSD (46,42 %)     | ČSSD (40,27 %)     | ANO (34,61 %)     | ANO (36,17 %)     |
| 2.    | KDU-ČSL (17,5 %)   | KSČM (13,09 %)     | ANO 2011 (19,44 %) | ČSSD (17,3 %)     | SPD (19,14 %)     |
| 3.    | KSČM (13,75 %)     | TOP 09 (11,9 %)    | KSČM (15,27 %)     | KSČM (13,46 %)    | SPOLU (12,76 %)   |
| účast | 75,70 % (81 z 107) | 81,13 % (86 z 106) | 73,00 % (72 z 100) | 60,23 % (53 z 88) | 58,75 % (47 z 80) |

### Volby do krajského zastupitelstva
|      | 1.                | 2.                       | 3.                         | účast              |
| ---- | ----------------- | ------------------------ | -------------------------- | ------------------ |
| 2000 | SV (31,25 %)      | ČSSD (31,25 %)           | 4KOALICE (27,08 %)         | 46,55 % (54 z 116) |
| 2004 | KDU-ČSL (36,84 %) | KSČM (28,94 %)           | ČSSD (13,15 %)             | 36,79 % (39 z 106) |
| 2008 | ČSSD (51,47 %)    | KDU-ČSL (13,23 %)        | ODS (10,29 %)              | 65,38 % (68 z 104) |
| 2012 | ČSSD (47,16 %)    | KSČM (22,64 %)           | STO (20,75 %)              | 56,73 % (59 z 104) |
| 2016 | ČSSD (24,13 %)    | ANO 2011 (20,68 %)       | KSČM (17,24 %)             | 31,87 % (29 z 91)  |
| 2020 | ANO (52,38 %)     | KSČM (14,28 %)           | DSZ-ZA PR.ZVÍŘ. (4,76 %)   | 25,3 % (21 z 83)   |
| 2024 | ANO (69,23 %)     | ODS+TOP 09+STO (15,38 %) | SPD+Trikolora+PRO (3,84 %) | 34,21 % (26 z 76)  |

### Prezidentské volby
V prvním kole prezidentských voleb v roce 2013 první místo obsadil Miloš Zeman (26 hlasů), druhé místo obsadil Jan Fischer (19 hlasů) a třetí místo obsadil Jiří Dienstbier (15 hlasů). Volební účast byla 79.61 %, tj. 82 ze 103 oprávněných voličů. V druhém kole prezidentských voleb v roce 2013 první místo obsadil Miloš Zeman (59 hlasů) a druhé místo obsadil Karel Schwarzenberg (18 hlasů). Volební účast byla 74.76 %, tj. 77 ze 103 oprávněných voličů.
V prvním kole prezidentských voleb v roce 2018 první místo obsadil Miloš Zeman (31 hlasů), druhé místo obsadil Jiří Drahoš (16 hlasů) a třetí místo obsadil Pavel Fischer (7 hlasů). Volební účast byla 67.42 %, tj. 60 ze 89 oprávněných voličů. V druhém kole prezidentských voleb v roce 2018 první místo obsadil Miloš Zeman (50 hlasů) a druhé místo obsadil Jiří Drahoš (15 hlasů). Volební účast byla 75.58 %, tj. 65 ze 86 oprávněných voličů.
V prvním kole prezidentských voleb v roce 2023 první místo obsadil Andrej Babiš (30 hlasů), druhé místo obsadil Petr Pavel (6 hlasů) a třetí místo obsadila Danuše Nerudová (6 hlasů). Volební účast byla 62.67 %, tj. 47 ze 75 oprávněných voličů. V druhém kole prezidentských voleb v roce 2023 první místo obsadil Andrej Babiš (37 hlasů) a druhé místo obsadil Petr Pavel (14 hlasů). Volební účast byla 68.00 %, tj. 51 ze 75 oprávněných voličů.

## Zajímavosti
Podle lidové ústní slovesnosti se cestě z Bačkovic do Dešné říkalo Úmrlčí, jelikož se po ní jezdilo pochovávat zemřelé na hřbitov do Dešné. Nejstarším pravěkým nálezem z Bačkovic je část neolitického kamenného mlatu. Uvádí se též nálezy z doby římské.

## Pamětihodnosti
- Kámen s pamětní deskou k 80. výročí narození T. G. Masaryka
- Boží muka
- Kaple Cyrila a Metoděje

## Galerie

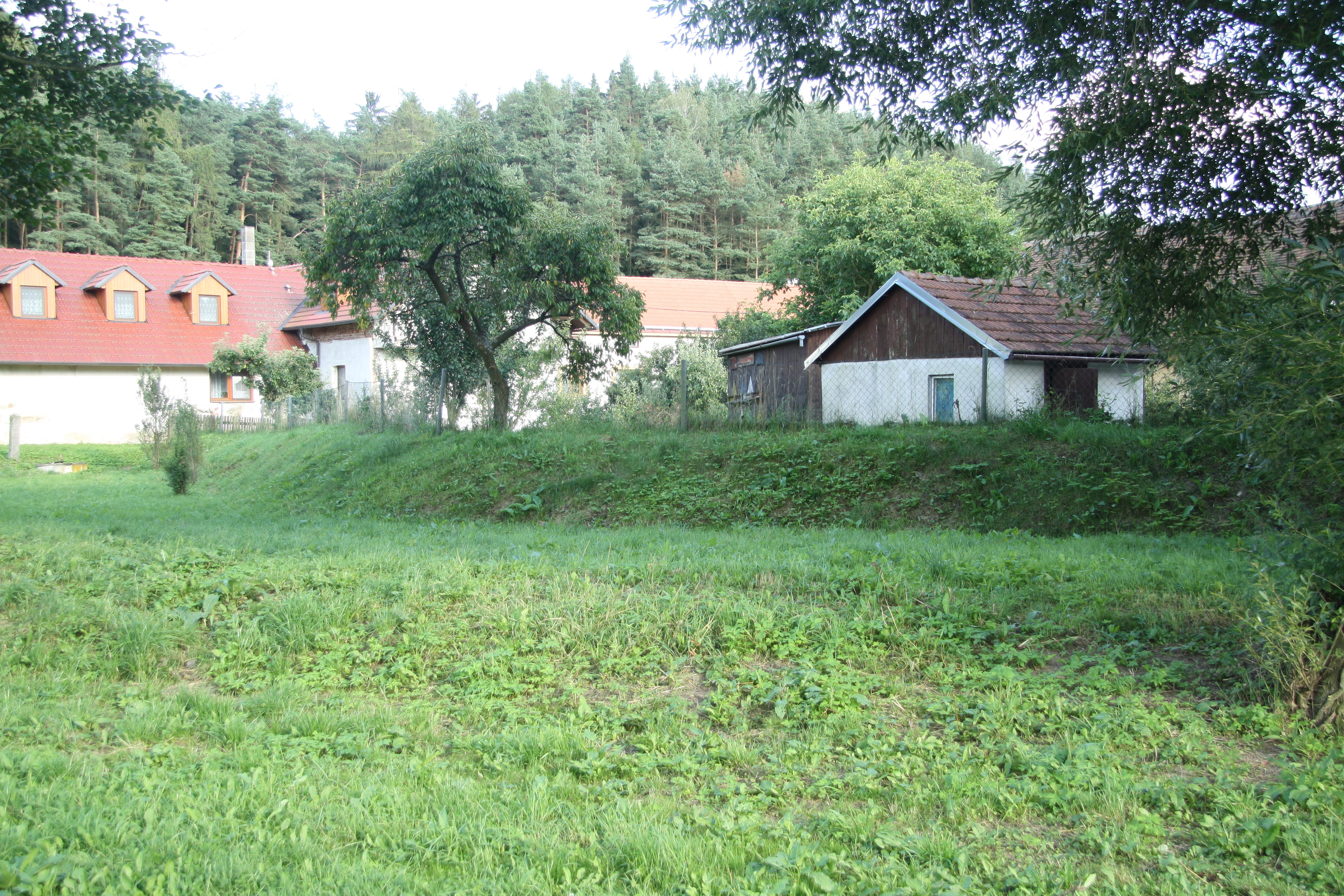
Návrší a příkop tvrze
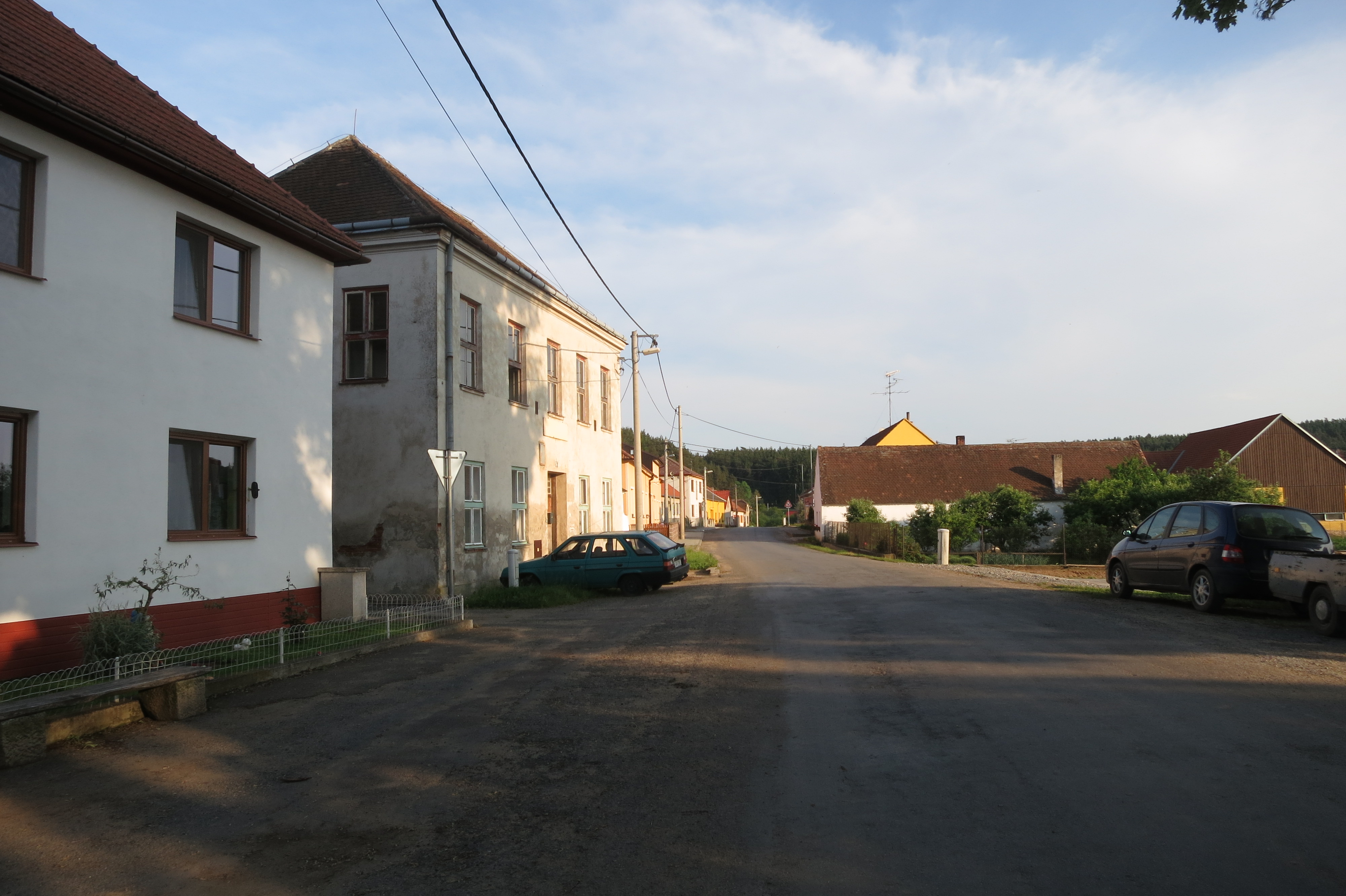
Centrum obce
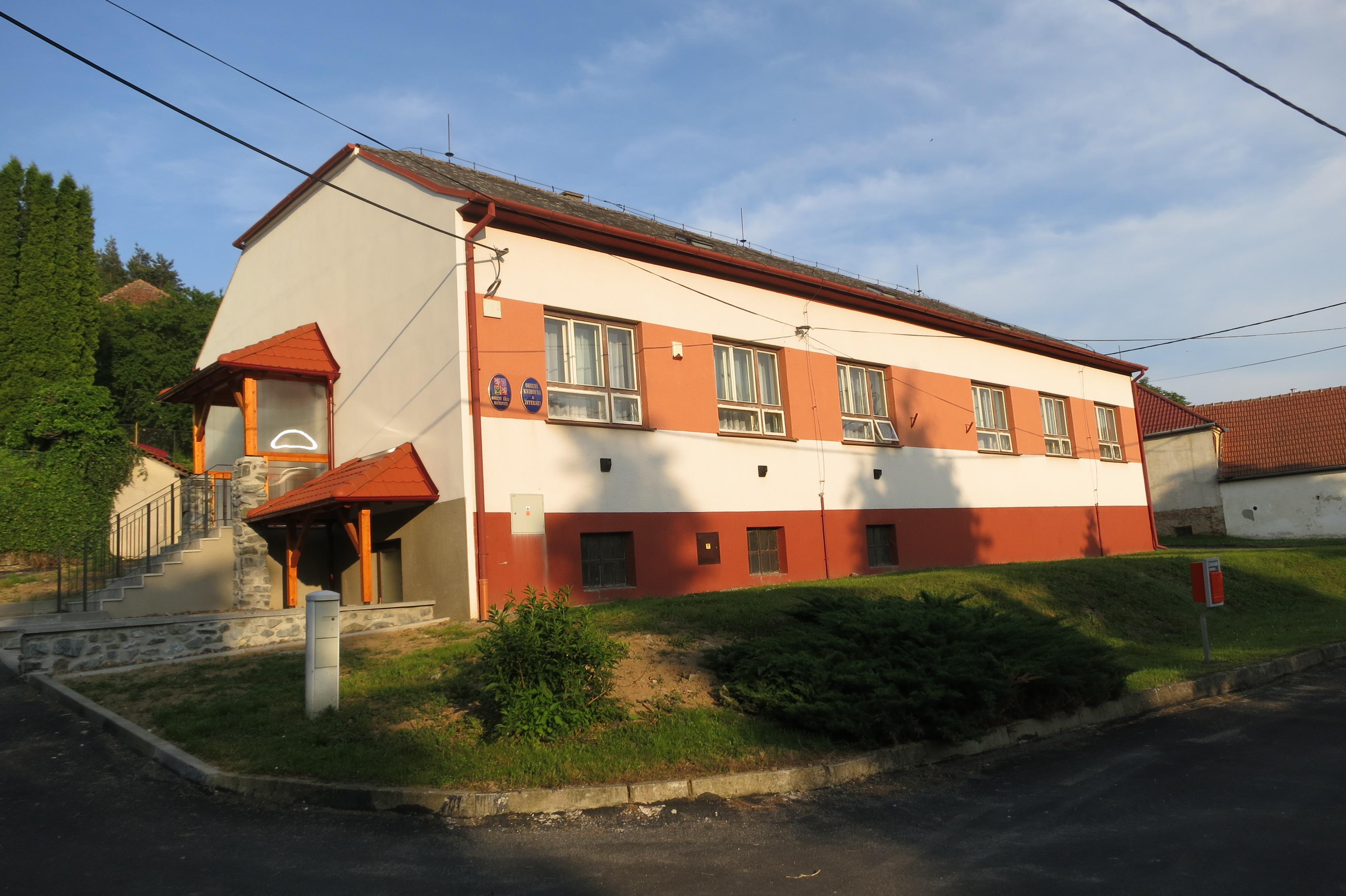
Obecní úřad
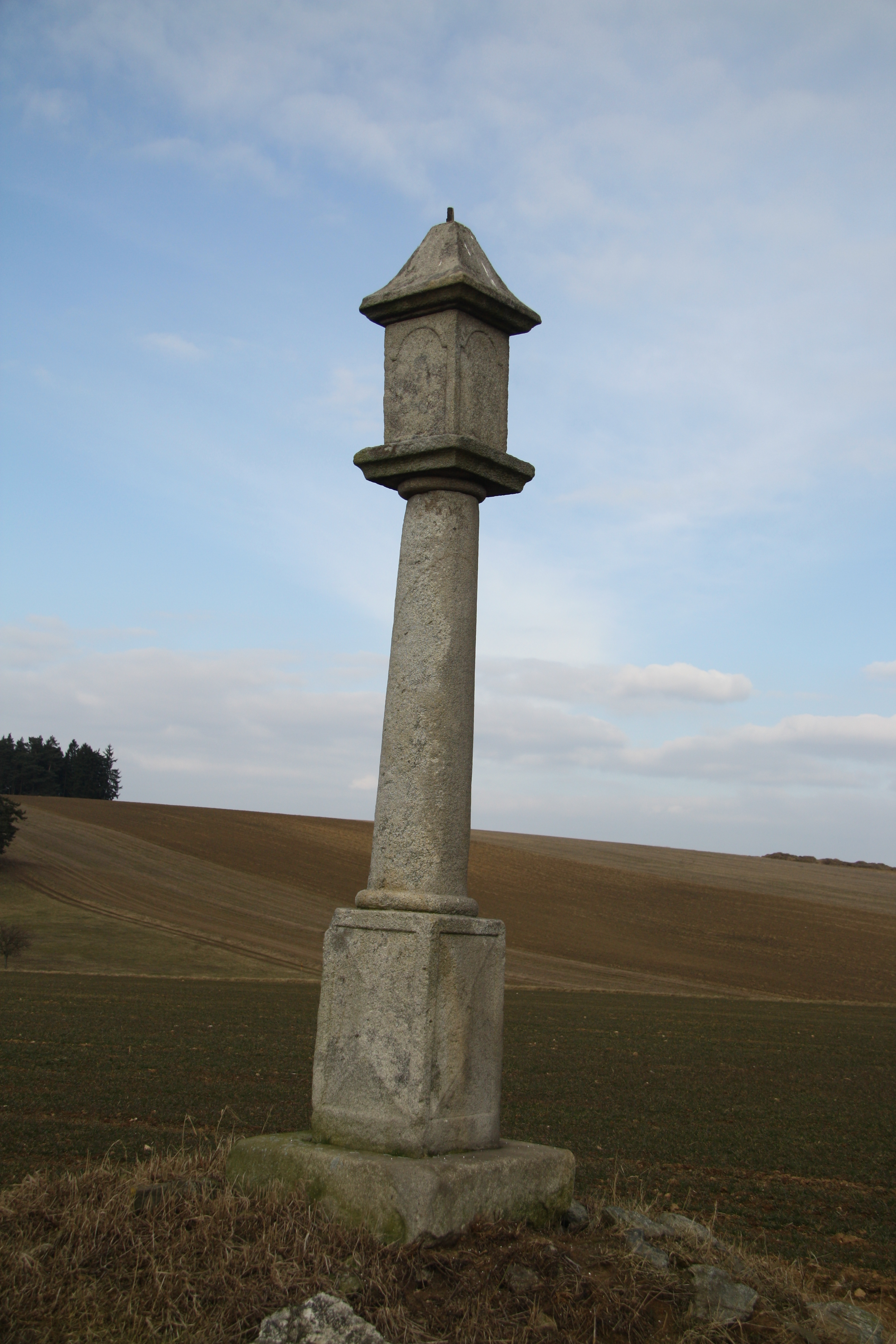
Boží muka
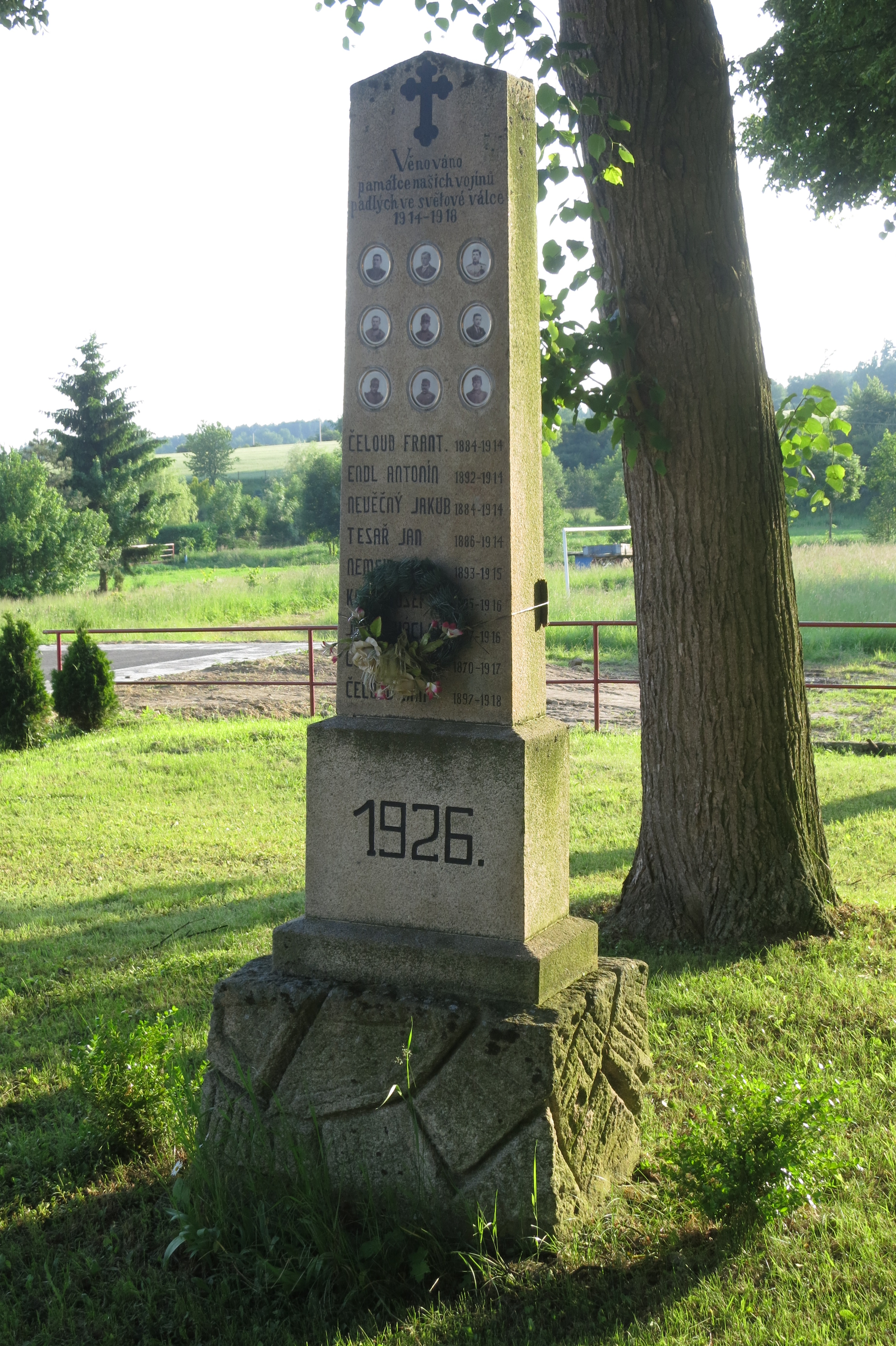
Památník obětem 1.sv. války
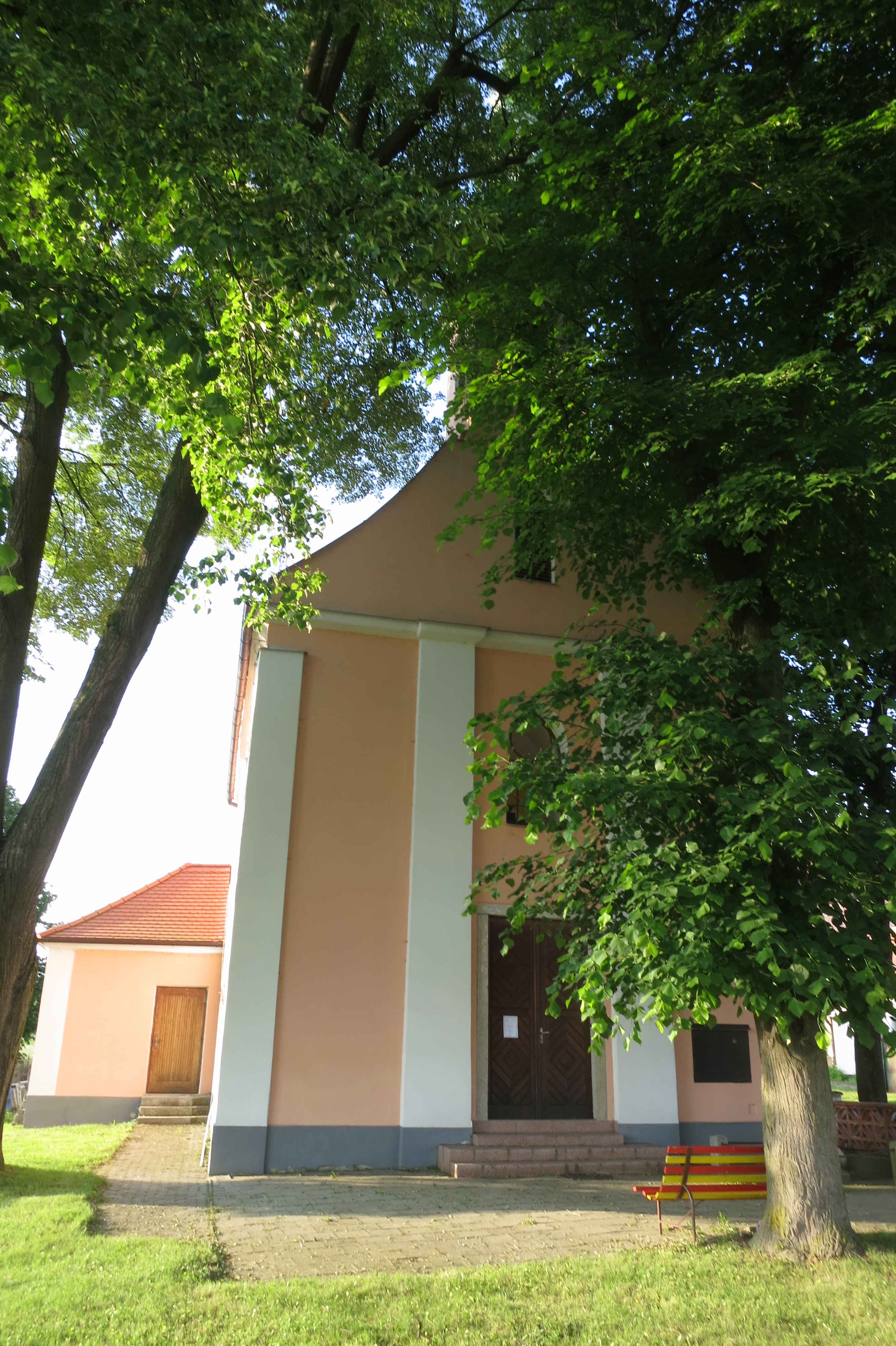
Kaple sv. Cyrila a Metoděje
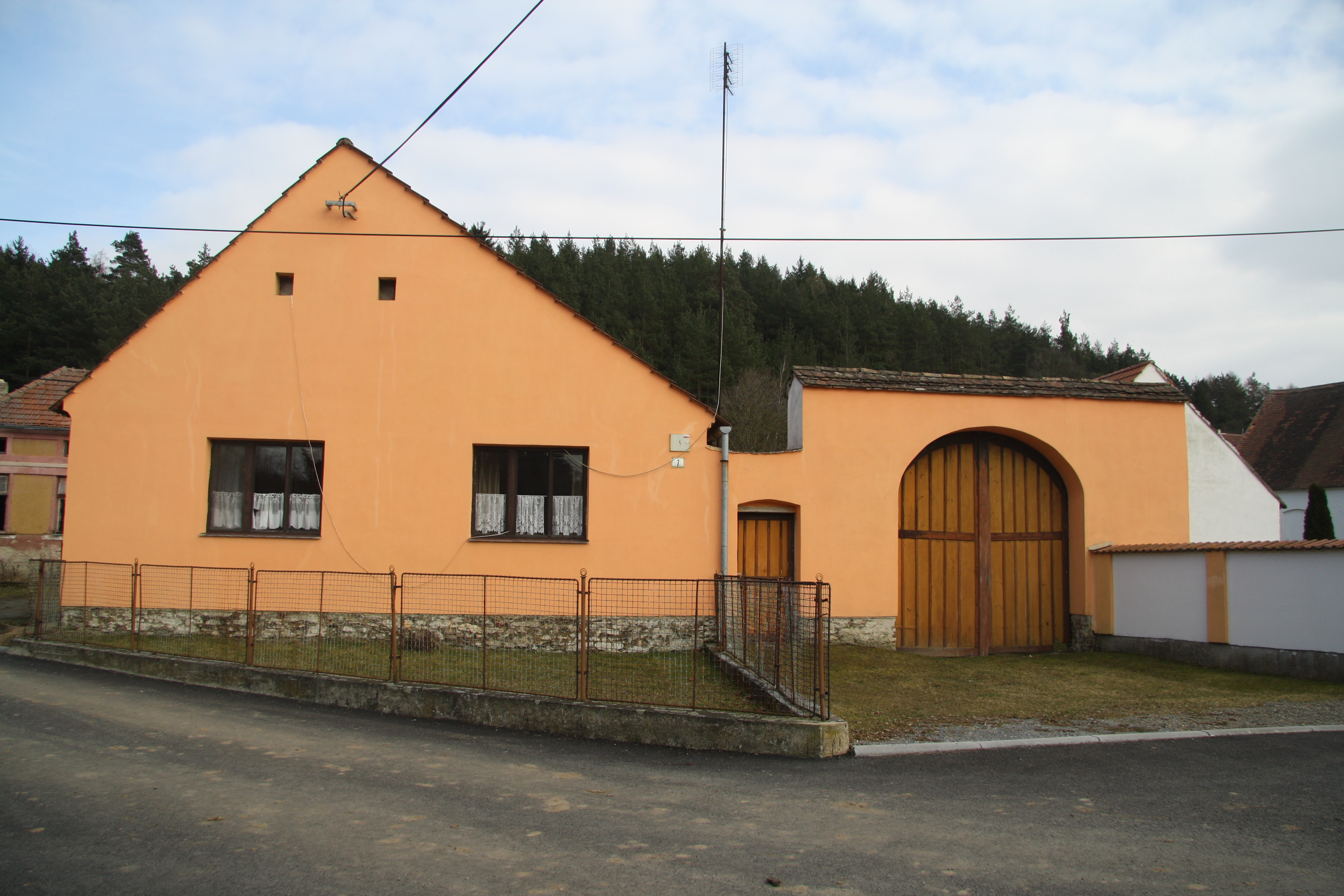
Stavení čp. 7
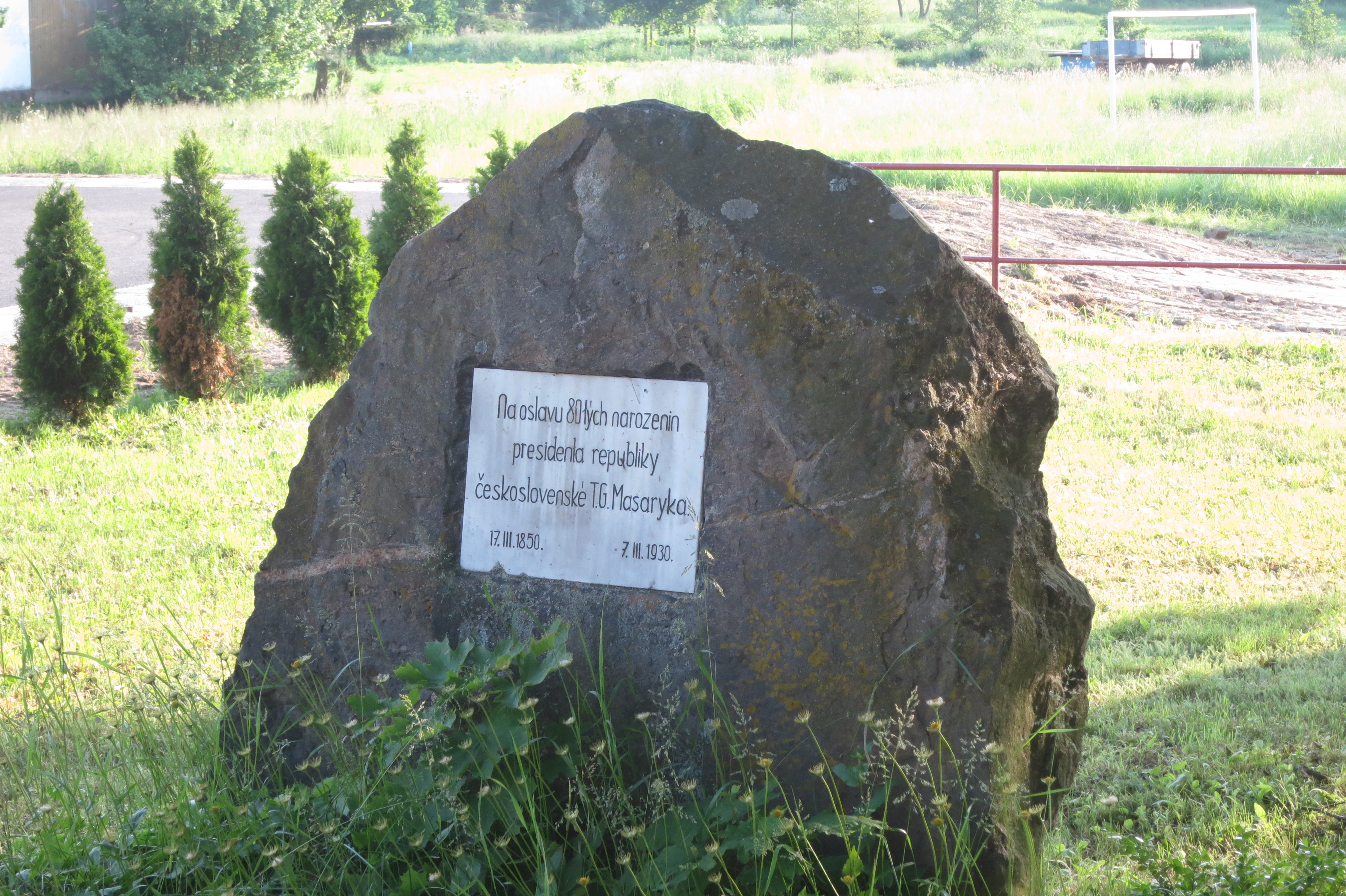
Pamětní deska k narozeninám T. G. Masaryka